# Ambrières-les-Vallées

Ambrières-les-Vallées este o comună în departamentul Mayenne, Franța. În 2009 avea o populație de 2,778 de locuitori.